# James Hindmarsh
James Henry Hindmarsh, född 15 juni 1896 i Göteborg, död 23 april 1945 i Stockholm, var en svensk läkare.
James Hindmarsh blev medicine licentiat 1925, 1937 tillförordnad och 1940 ordinarie överläkare för kirurgiska avdelningen vid Kronprinsessan Lovisas vårdanstalt för sjuka barn. Hindmarsh blev känd och uppskattad som skicklig barnkirurg och intresserade sig särskilt för den operativa behandlingen av missbildningar i gommen. Han var initiativtagare till Röda korsets hem för barn med gomdefekter.